# Vrbatova bouda
Vrbatova bouda je horská bouda na hřebenech Krkonoš. Nachází se na Zlatém návrší, v nadmořské výšce cca 1 400 m n. m., v těsné blízkosti smyčky ukončující tzv. Masarykovu horskou silnici.
Vrbatova bouda získala pojmenování na počest mříčenského občana Václava Vrbaty, který 24. března 1913 v těchto místech obětoval život pro svého přítele – Bohumila Hanče. Stalo se tak u příležitosti mezinárodních lyžařských závodů (závod v běhu na 50 km) a na blízkém vrcholku (nazývaném též Vrbatovo návrší, protože zde byl umrzlý Vrbata nalezen) byla v roce 1925 vztyčena kamenná Mohyla Hanče a Vrbaty, připomínající tento akt lidskosti a obětavosti.
Na Vrbatově boudě se není možné trvale ubytovat, jde jen o občerstvovací a stravovací zařízení. Přestože silnice vede až k boudě, není možné sem dojet vlastním autem – silnice je pro individuální motorizovanou dopravu uzavřena. Je zde však konečná stanice autobusových linek z Horních Míseček a z Harrachova  a to spolu s červenou turistickou značkou Bucharovy cesty dává předpoklady k tomu, aby se místo stalo ideálním východiskem pro pěší túry: směrem na Dvoračky, Pančavský vodopád, Labskou boudu a pramen Labe. Autobusová linka je v provozu v letní sezóně, tedy přibližně od poloviny května do konce října. Jedná se o nejvýše položené místo v České republice, kam lze dojet linkovým autobusem.

## Výhledy
- sever: Pančavský vodopád, pramen Labe, Labská bouda, odkud lze pokračovat na Sněžné jámy, Vysoké kolo, Petrovku a Špindlerovku
- severozápad: Pančavská louka, Vosecká bouda, oblast řeky Mumlavy a Harrachov
- západ: Harrachovy kameny, Kotel, Růženčina zahrádka, Dvoračky a Rokytnice nad Jizerou
- východ: Medvědín s lanovkou do Špindlerova Mlýna

Od boudy je při pěkném počasí také vynikající výhled do české kotliny, lze pozorovat i páru stoupající z elektrárny v dalekých Opatovicích. Na boudě je umístěna také webová kamera pro pozorování přes internet.